# 徐楚
徐楚（1509年—1599年），字世望，號吾溪，浙江淳安縣蜀阜人，明朝政治人物。嘉靖戊戌進士，官至四川參政。

## 生平
嘉靖七年（1528年）戊子科浙江鄉試第八十四名舉人。嘉靖十七年（1538年）中式戊戌科會試第十七名，登第二甲第七十名進士。授工部主事，升员外郎、郎中，出为辰州府知府，历升雲南屯田副使、廣西副使、四川布政司右参政，四十三年三月官员考察，以不职冠帶閑住。卒年九十一。

## 軼事
《湧幢小品》載徐楚守辰州時，疫病流行，夢見變身城隍，醒來從民願署名祈雨，疾病消除之奇事。

## 著作
徐楚曾編《青溪诗集》，為淳安第一部诗歌总集。

## 家族
曾祖徐恒；祖父徐源；父徐讓，母王氏。慈侍下。弟徐懋、徐棼。
子徐應簧，萬曆己丑進士。